# Tokinivae
Tokinivae ist eine Riffinsel des Nui-Atolls im pazifischen Inselstaat Tuvalu.

## Geographie
Die Insel liegt im Norden des Atolls und schließt sich fast unmittelbar an Meang an. Der Nordostzipfel ist nur durch eine sumpfige Stelle von Meang getrennt. Die Riffkrone des Atolls ist an dieser Stelle recht breit und zwischen Tokinivae und Meang erstreckt sich eine flache sandige Ebene mit einzelnen bewachsenen Erhebungen. Nach Süden schließt sich Talalolae an.